# Bedrock Anthem
«Bedrock Anthem» es una canción interpretada por "Weird Al" Yankovic. Fue lanzada como el segundo sencillo de su álbum Alapalooza. La canción es una parodia de «Under the bridge» y «Give It Away» de Red Hot Chili Peppers. La canción también apareció en la banda sonora de la película de 1994 Los Picapiedra. El narrador de la pieza expresa su deseo por vivir en Bedrock, la ciudad en la que está ambientada la serie animada Los Picapiedra.

## Listado de canciones
| Sencillo promocional |                  |          |  |
| N.º                  | Título           | Duración |  |
| 1.                   | «Bedrock Anthem» | 3:41     |  |

| Sencillo |                      |          |  |
| N.º      | Título               | Duración |  |
| 1.       | «Bedrock Anthem»     | 3:41     |  |
| 2.       | «Young, Dumb & Ugly» | 4:24     |  |

## Video musical
El video musical de la canción fue dirigido por "Weird Al" Yankovic. Este fue el segundo video dirigido por Yankovic después del video de 1986 de «Christmas at Ground Zero». El video es una parodia de los videoclips de «Give It Away» y «Under the bridge». El inicio del video es una parodia del videoclip de «No Rain», con la joven actriz Heather DeLoach, quien protagonizó el mencionado video, repitiendo su papel como "la niña abeja".